# 豊桜俊昭
豊桜 俊昭（とよざくら としあき、1974年3月12日 - ）は、広島県広島市安佐北区出身で陸奥部屋 （入門当時は立田川部屋）に所属した元大相撲力士。本名は向 俊昭（むこう としあき）、愛称はトヨ、トヨ関、ムコちゃん。身長182cm、体重140kg、血液型はO型。趣味は映画鑑賞、銭湯巡り。得意手は突っ張り、右四つ、寄り。最高位は東前頭5枚目（2004年9月場所）。2011年の大相撲八百長問題にて引退勧告処分を受け、引退した。

## 来歴
父は時津風部屋に所属していた元三段目力士の豊櫻、兄は北の湖部屋に所属していた元幕内力士の北桜。豊桜の四股名は、父の現役時代と同じである。実家は料理店（ちゃんこ店「角力太郎」）。広島市立可部中学校3年生までは柔道をやっていたが、柔道では生活していけないと思い、入門を決意した。兄が既に入門しており兄と同じ部屋に入門しようと考えたが、父の意向もあったため立田川部屋に入門した。
1993年3月場所に、初土俵から僅か4年で幕下に昇進した。しかし、怪我も多く幕下中位で一進一退を繰り返していた。1998年9月場所には十両に昇進した。兄・北桜は、その前の7月場所に新十両を果たしたが公傷で全休したため、兄弟2人揃って初めての関取の場所となった。2000年9月場所限りに立田川親方が停年退職で部屋を閉じたため、十文字、敷島等と共に陸奥部屋に移籍した。
兄・北桜に遅れること2年余り、2003年11月場所に新入幕を果たした。初土俵から所要88場所での新入幕は、史上3位のスロー出世である。その後はしばらく十両と幕内を往復するが、3度目の入幕を果たした2004年7月場所では12勝3敗で優勝次点の星を挙げ、敢闘賞を受賞した。初土俵から所要92場所での初三賞受賞も史上3位タイのスロー記録である。翌9月場所では、これまでタイミングが合わず成せなかった兄弟同時幕内を果たした。その場所限りで北桜が十両に陥落してしまったが、1年半後の2006年1月場所には、史上初の兄弟同時幕内昇進を果たした。
2006年3月場所で負け越し2場所で十両に陥落したものの、翌5月場所では当時十両2場所目だった寶智山、弓取りを務める皇牙との2巡にわたる巴戦を制して十両優勝し、6回目の幕内復帰を果たした。2006年9月場所では、千秋楽で隆乃若に勝ち11勝4敗で並び優勝決定戦に持ち込んだが、優勝決定戦で敗れ2度目の十両優勝は果たせなかった。
2008年1月初場所中、食事後に部屋の若手力士の頭を調理器具で殴り8針縫うけがを負わせ、相撲協会から厳重注意を受け、3か月間30%の減俸となり、6月19日には傷害容疑で書類送検された。2009年1月場所は、東十両4枚目で10勝5敗と大きく勝ち越し、同3月場所に13場所ぶりの幕内復帰を果たした。
2010年7月場所では東十両11枚目で8勝7敗という成績ながら、大相撲野球賭博問題で謹慎処分を受けた力士が十両に陥落した恩恵を受け9月場所で幕内復帰、8勝7敗での昇進としては1場所15日制となった1949年5月場所以降で最下位からの昇進となった。
2011年の大相撲八百長問題では、特別調査委員会から八百長に関与したと認められ、4月1日の相撲協会臨時理事会の結果、引退勧告を受けた。4月5日、引退届を提出し受理された。
引退後は日本鍼灸理療専門学校に通い、柔道整復師・鍼灸師・あんまマッサージ指圧師の資格を取って就職をした。2021年2月に東京都内で自身が院長を務める整体院を開業している。

## 略歴
- 初土俵：1989年3月場所
- 新十両：1998年9月場所
- 新入幕：2003年11月場所
- 引退：2011年4月

## エピソード
- 元プロ野球選手の松井秀喜選手とは一緒にトレーニングをしたことがあり、親交が深い。

## 主な成績

### 通算成績
- 通算成績：683勝671敗20休 勝率.504
- 幕内成績：97勝158敗 勝率.380
- 現役在位：132場所
- 幕内在位：17場所

### 各段優勝
- 十両優勝：1回（2006年5月場所）
- 幕下優勝：2回（1997年9月場所、2002年5月場所）
- 三段目優勝：1回（1993年5月場所）

### 三賞・金星
- 三賞：1回
  - 敢闘賞：1回 （2004年7月場所）
- 金星：なし

### 場所別成績
| | 一月場所 初場所（東京） | 三月場所 春場所（大阪） | 五月場所 夏場所（東京） | 七月場所 名古屋場所（愛知） | 九月場所 秋場所（東京） | 十一月場所 九州場所（福岡） |
| --- | ----------------------- | ----------------------- | ----------------------- | --------------------------- | ----------------------- | --------------------------- |
| 1989年 （平成元年） | x                       | （前相撲）              | 西序ノ口11枚目 4–3      | 東序二段129枚目 3–4         | 東序二段146枚目 4–3     | 西序二段98枚目 2–5          |
| 1990年 （平成2年） | 西序二段138枚目 5–2     | 東序二段88枚目 3–4      | 東序二段115枚目 5–2     | 東序二段63枚目 3–4          | 西序二段82枚目 5–2      | 西序二段33枚目 2–5          |
| 1991年 （平成3年） | 西序二段65枚目 6–1      | 東三段目100枚目 1–6     | 西序二段43枚目 5–2      | 東序二段2枚目 2–5           | 西序二段33枚目 5–2      | 東三段目94枚目 4–3          |
| 1992年 （平成4年） | 東三段目77枚目 4–3      | 西三段目58枚目 2–5      | 西三段目91枚目 5–2      | 西三段目53枚目 3–4          | 西三段目68枚目 5–2      | 西三段目37枚目 5–2          |
| 1993年 （平成5年） | 東三段目11枚目 4–3      | 西幕下56枚目 2–5        | 西三段目15枚目 優勝 7–0 | 東幕下12枚目 4–3            | 東幕下7枚目 2–5         | 東幕下20枚目 1–6            |
| 1994年 （平成6年） | 東幕下49枚目 5–2        | 西幕下29枚目 4–3        | 東幕下24枚目 1–6        | 東幕下51枚目 4–3            | 東幕下41枚目 5–2        | 東幕下27枚目 3–4            |
| 1995年 （平成7年） | 西幕下37枚目 3–4        | 東幕下48枚目 5–2        | 東幕下28枚目 5–2        | 東幕下18枚目 4–3            | 東幕下12枚目 4–3        | 西幕下6枚目 1–7             |
| 1996年 （平成8年） | 西幕下27枚目 5–2        | 東幕下17枚目 4–3        | 東幕下10枚目 5–2        | 西幕下4枚目 1–6             | 西幕下25枚目 3–4        | 西幕下33枚目 3–4            |
| 1997年 （平成9年） | 西幕下44枚目 3–4        | 東幕下55枚目 5–2        | 東幕下40枚目 3–4        | 東幕下48枚目 4–3            | 西幕下39枚目 優勝 7–0   | 東幕下3枚目 3–4             |
| 1998年 （平成10年） | 東幕下7枚目 3–4         | 東幕下14枚目 5–2        | 西幕下6枚目 6–1         | 西幕下筆頭 6–1              | 東十両12枚目 7–8        | 西幕下筆頭 2–3–2            |
| 1999年 （平成11年） | 西幕下11枚目 3–4        | 東幕下18枚目 6–1        | 西幕下7枚目 3–4         | 西幕下12枚目 4–3            | 東幕下7枚目 6–1         | 東幕下2枚目 3–4             |
| 2000年 （平成12年） | 西幕下5枚目 5–2         | 西幕下筆頭 5–2          | 西十両11枚目 8–7        | 西十両8枚目 4–11            | 西幕下筆頭 5–2          | 西十両9枚目 8–7             |
| 2001年 （平成13年） | 西十両7枚目 5–10        | 西十両11枚目 1–3–11     | 西幕下9枚目 休場 0–0–7  | 西幕下9枚目 5–2             | 東幕下4枚目 4–3         | 西幕下2枚目 3–4             |
| 2002年 （平成14年） | 西幕下6枚目 3–4         | 西幕下12枚目 6–1        | 東幕下2枚目 優勝 7–0    | 東十両8枚目 5–10            | 東十両12枚目 11–4       | 西十両6枚目 7–8             |
| 2003年 （平成15年） | 西十両8枚目 4–11        | 東幕下2枚目 5–2         | 東十両12枚目 9–6        | 西十両5枚目 9–6             | 西十両2枚目 10–5        | 東前頭14枚目 6–9            |
| 2004年 （平成16年） | 東十両筆頭 8–7          | 西前頭15枚目 6–9        | 西十両筆頭 9–6          | 東前頭14枚目 12–3 敢        | 東前頭5枚目 5–10        | 東前頭8枚目 3–12            |
| 2005年 （平成17年） | 東十両2枚目 9–6         | 西前頭14枚目 8–7        | 西前頭10枚目 4–11       | 西前頭16枚目 9–6            | 西前頭11枚目 4–11       | 西十両筆頭 10–5             |
| 2006年 （平成18年） | 西前頭12枚目 7–8        | 東前頭14枚目 4–11       | 西十両3枚目 優勝 10–5   | 西前頭14枚目 5–10           | 東十両3枚目 11–4        | 東前頭8枚目 5–10            |
| 2007年 （平成19年） | 東前頭12枚目 3–12       | 東十両5枚目 7–8         | 東十両7枚目 7–8         | 東十両8枚目 8–7             | 東十両3枚目 8–7         | 西十両筆頭 5–10             |
| 2008年 （平成20年） | 西十両6枚目 7–8         | 西十両7枚目 8–7         | 西十両3枚目 8–7         | 西十両筆頭 6–9              | 西十両4枚目 8–7         | 西十両筆頭 6–9              |
| 2009年 （平成21年） | 東十両4枚目 10–5        | 東前頭16枚目 5–10       | 東十両5枚目 5–10        | 東十両12枚目 7–8            | 東十両13枚目 10–5       | 西十両3枚目 5–10            |
| 2010年 （平成22年） | 東十両8枚目 7–8         | 東十両9枚目 8–7         | 東十両7枚目 6–9         | 東十両11枚目 8–7            | 東前頭17枚目 6–9        | 東十両2枚目 9–6             |
| 2011年 （平成23年） | 東前頭17枚目 5–10       | 八百長問題 により中止   | 西十両3枚目 引退 –      | x                           | x                       | x                           |
| 各欄の数字は、「勝ち-負け-休場」を示す。 優勝 引退 休場 十両 幕下 三賞：敢=敢闘賞、殊=殊勲賞、技=技能賞 その他：★=金星 番付階級：幕内 - 十両 - 幕下 - 三段目 - 序二段 - 序ノ口 幕内序列：横綱 - 大関 - 関脇 - 小結 - 前頭（「#数字」は各位内の序列） |                         |                         |                         |                             |                         |                             |

引退時の番付は2011年2月28日発表の順席による。

### 幕内対戦成績
| 力士名 | 勝数 | 負数 | 力士名   | 勝数 | 負数 | 力士名   | 勝数 | 負数 | 力士名   | 勝数 | 負数 |
| ------ | ---- | ---- | -------- | ---- | ---- | -------- | ---- | ---- | -------- | ---- | ---- |
| 朝赤龍 | 3    | 5    | 安壮富士 | 2    | 0    | 安美錦   | 1    | 2    | 阿覧     | 0    | 1    |
| 岩木山 | 0    | 5    | 潮丸     | 0    | 4    | 皇司     | 2    | 3    | 海鵬     | 0    | 3    |
| 臥牙丸 | 0    | 1    | 垣添     | 3    | 3    | 鶴竜     | 1    | 0    | 春日王   | 4    | 3    |
| 春日錦 | 2    | 2    | 片山     | 2    | 0    | 稀勢の里 | 1    | 3    | 北太樹   | 0    | 1    |
| 木村山 | 0    | 2    | 旭鷲山   | 0    | 1    | 旭天鵬   | 0    | 3    | 旭南海   | 0    | 1    |
| 金開山 | 2    | 0    | 光龍     | 0    | 2    | 黒海     | 1    | 1    | 琴欧洲   | 1    | 0    |
| 琴春日 | 1    | 1    | 琴奨菊   | 3    | 1    | 琴ノ若   | 0    | 4    | 琴龍     | 1    | 2    |
| 霜鳳   | 6    | 3    | 駿傑     | 3    | 1    | 翔天狼   | 1    | 1    | 蒼国来   | 1    | 1    |
| 大真鶴 | 1    | 0    | 隆の鶴   | 0    | 1    | 隆乃若   | 1    | 5    | 高見盛   | 3    | 5    |
| 豪風   | 4    | 5    | 玉飛鳥   | 1    | 0    | 玉春日   | 0    | 6    | 玉乃島   | 1(1) | 3    |
| 玉力道 | 0    | 1    | 玉鷲     | 1    | 1    | 千代白鵬 | 0    | 1    | 出島     | 3    | 0    |
| 闘牙   | 3    | 1    | 時津海   | 2    | 4    | 時天空   | 3    | 3    | 土佐ノ海 | 4    | 5    |
| 栃栄   | 2    | 2    | 栃ノ心   | 0    | 1    | 栃乃洋   | 1    | 6    | 栃乃花   | 1    | 1    |
| 豊ノ島 | 4    | 5    | 豊響     | 0    | 1    | 白鵬     | 1    | 0    | 白露山   | 0    | 4    |
| 追風海 | 0    | 1    | 春ノ山   | 0    | 1    | 日馬富士 | 0    | 3    | 普天王   | 3    | 4    |
| 武雄山 | 4    | 3    | 豊真将   | 0    | 2    | 北勝力   | 1    | 3    | 雅山     | 0    | 2    |
| 猛虎浪 | 1    | 0    | 山本山   | 0    | 1    | 燁司     | 0    | 2    | 嘉風     | 1    | 2    |
| 露鵬   | 0    | 2    | 若兎馬   | 3    | 1    | 若の里   | 0    | 2    | 和歌乃山 | 1    | 0    |

## 改名歴
- 向 俊昭（むこう としあき）1989年3月場所
- 豊櫻 俊昭（とよざくら - ）1989年5月場所-1992年5月場所
- 豊桜 俊昭（とよざくら - ）1992年7月場所-1996年11月場所
- 豊桜 勇吉（ - ゆうきち）1997年1月場所-1997年11月場所
- 豊桜 秀吉（ - ひでよし）1998年1月場所-1998年11月場所
- 豊桜 嘉人（ - よしひと）1999年1月場所-2003年5月場所
- 豊桜 保勝（ - やすかつ）2003年7月場所-2006年11月場所
- 豊桜 俊昭（とよざくら としあき）2007年1月場所- 2011年4月